# Um Lugar no Coração
Places in the Heart (bra/prt: Um Lugar no Coração) é um filme estadunidense de 1984, do gênero drama, dirigido por Robert Benton.

## Elenco
- Sally Field.... Edna Spalding
- Lindsay Crouse.... Margaret Lomax
- Ed Harris.... Wayne Lomax
- Amy Madigan.... Viola Kelsey
- John Malkovich.... sr. Will
- Danny Glover.... Moze
- Yankton Hatten.... Frank Spalding
- Gennie James.... Possum Spalding
- Lane Smith.... Albert Denby
- Terry O'Quinn.... Buddy Kelsey
- Bert Remsen.... Tee Tot Hightower
- Ray Baker.... xerife Royce Spalding
- Jay Patterson.... W.E. Simmons
- Toni Hudson.... Ermine

## Principais prêmios e indicações
| Prêmio/evento           | Categoria                   | Recipiente     | Resultado                   |
| ----------------------- | --------------------------- | -------------- | --------------------------- |
| Oscar 1985              | Melhor atriz                | Sally Field    | Venceu                      |
| Oscar 1985              | Melhor roteiro original     | Robert Benton  | Venceu                      |
| Oscar 1985              | Melhor filme                |                | Indicado                    |
| Oscar 1985              | Melhor diretor              | Robert Benton  | Indicado                    |
| Oscar 1985              | Melhor ator coadjuvante     | John Malkovich | Indicado                    |
| Oscar 1985              | Melhor atriz coadjuvante    | Lindsay Crouse | Indicado                    |
| Oscar 1985              | Melhor figurino             |                | Indicado                    |
| Globo de Ouro 1985      | melhor atriz - drama        | Sally Field    | Venceu                      |
| Globo de Ouro 1985      | melhor filme - drama        |                | Indicado                    |
| Globo de Ouro 1985      | melhor roteiro              | Robert Benton  | Indicado                    |
| Festival de Berlim 1985 | Urso de Prata               | Melhor diretor | Venceu[carece de fontes?]   |
| Festival de Berlim 1985 | Prêmio OCIC                 |                | Venceu[carece de fontes?]   |
| Festival de Berlim 1985 | Urso de Ouro (melhor filme) |                | Indicado[carece de fontes?] |

## Sinopse
Na década de 1930, no Texas, durante a Grande Depressão, uma viúva luta desesperadamente para manter a família unida e manter suas terras, onde planta algodão. Ela sofre pressões da comunidade por ter dado emprego a um negro, pois seu marido havia sido assassinado por um deles. Com a ajuda de um inquilino cego, ela tentar superar os problemas.